# Ophthalmoblapton crassipes
Ophthalmoblapton crassipes är en törelväxtart som beskrevs av Johannes Müller Argoviensis. Ophthalmoblapton crassipes ingår i släktet Ophthalmoblapton och familjen törelväxter. Inga underarter finns listade i Catalogue of Life.